# Gregory Caers
Gregory Caers (1975) is een Vlaams acteur en regisseur.

## Biografie
In 1997 studeerde hij af aan Drama Gent, de opleiding drama van het Departement Dramatische Kunst van de Hogeschool Gent.
Hij werkte eerst bij het Nederlands Toneel Gent in onder andere de producties Midzomernachtsdroom, A Clockwork Orange en Othello. Bij het Publiekstheater stond hij op de planken met onder meer Rust, De Meeuw, Een Feeks Temmen en De tramlijn die verlangen heet. Hij vormde daar een clubje met onder andere Mathias Sercu, Hilde De Baerdemaeker en Jits Van Belle. 
Hij bewerkte en regisseerde Angels, Stand by me, Zolang de zon schijnt en Rennen, allemaal bij de Kopergietery, een theatergezelschap voor jong publiek in Gent. Hij was oprichter van hARTbeats, een creatief jongerenlabel binnen het cultuurcentrum De Ploter Ternat, waar hij jongeren in contact bracht met verschillende kunstdisciplines binnen een professioneel kader.
Met Mathias Sercu en Jits Van Belle richtte hij in 2003 de spelersgroep De Sprook op. Met hun drieën speelden ze onder meer Plastiekezak en Heimweemoed.
Hij had rollen in de televisieseries W817 als Tony (Ketnet), Flikken, Witse en Recht op Recht. Zijn bekendheid dankt hij aan de hoofdrol als engel Gabriel in de televisieserie Halleluja! (2005 en 2008) en het VTM programma Oekanda.
In 2011 richtte hij samen met Ives Thuwis en Wim De Winne het gezelschap Nevski Prospekt op. Een spelersgroep die zich via woordeloos theater tot een jong publiek richt. Door het wereldwijde succes van voorstellingen als Rennen, Metro Boulot Dodo en Adam's Welt brak hij als maker internationaal door en creëerde hij voorstellingen voor onder meer Gripstheater Berlijn, Kollektiv F (Bern), het Houten Huis (Groningen), Theater an der Parkaue (Berlijn), de Nationale Opera en Ballet (Amsterdam), Junges Ensemble (JES - Stuttgart), TAK theater (Liechtenstein), Jeugdtheater Hofplein (Rotterdam) en d'Haus (Düsseldorf), waar hij tussen 2016 en 2020 aangesteld werd als huisregisseur.   
Hij creëerde voorstellingen voor internationaal gerenommeerde theaterfestivals in onder andere Horsens (Denemarken), Kaapstad (Zuid-Afrika), Seoul (Zuid-Korea) en Okinawa (Japan). Sinds maart 2021 engageert hij zich -naast zijn werk als regisseur- als curator voor het festival "Jonge Harten" in Groningen.  

## Televisie
- De Kotmadam (1997) - als valse verpleger
- De Kotmadam (1998) - als Karel
- Wittekerke (1999) - als drugsklant
- Heterdaad (1999) - als Steven Onsia
- W817 (1999-2003) - als Tony
- Recht op recht (2000) - als advocaat 1
- Flikken Gent (2000) - als Peter Velghe
- Flikken Gent (2003) - als Bram Jonkers
- Oekanda (2005) - als Several
- Halleluja! (2005-2008) - als Gabriel
- Witse (2007) - als Paul Roger
- Echte verhalen: de kliniek (2014) - als Dr. Viktor Moreno
- Amigo's (2015) - als De Geyter
- Professor T. (2016) - als Eli Rosentweig

- Gemeinsame Normdatei: 1168754224
- Virtual International Authority File: 3636153954896505680001
- WorldCat: E39PBJtmwmVDF3vh67pbybR9Xd